# Ruslan Nigmatullin
Ruslan Karimovich Nigmatullin ou Ruslan Kärim ulı Niğmätullin - respectivamante, em russo, Руслан Каримович Нигматуллин e, no cirílico tártaro, Руслан Кәрим улы Нигъмәтуллин (Qazan, 7 de outubro de 1974) - é um ex-futebolista russo de origem tártara.

## Carreira em clubes
Nigmatullin iniciou a carreira no KAMAZ Naberezhnye Chelny (equipe do Tartaristão que disputava na época a Primeira Divisão russa), em 1992. Três anos depois, transferiu-se para o então poderoso Spartak Moscou, conquistando os campeonatos russos de 1996 e 1997.
Em 1998, foi para o ascendente Lokomotiv. Eleito o melhor jogador do país em 2001, Niğmätullin conseguiu uma transferência para o futebol italiano, para o Verona. No período em que defendeu a equipe, foi emprestado para CSKA Moscou e Salernitana, jogando 28 partidas (14 em cada clube).

## Final temporário da carreira
Dois anos depois do fracasso no mundial da Ásia, ele foi campeão russo em 2004 com o Lokomotiv, na condição de como goleiro reserva do veterano Sergey Ovchinnikov, até então o titular absoluto. Fora dos planos da equipe rubro-verde de Moscou, saiu da equipe em 2005 para atuar no Terek Grozny, da Chechênia, ostentando a posição de titular dos Nohchi E participando em 19 partidas. Em fevereiro de 2006, aos 31 anos, o goleiro não encontrou outra equipe e anunciou o encerramento de sua carreira.
Aproveitando a aposentadoria, Niğmätullin colaborava com a imprensa esportiva de seu país.

## Retorno ao futebol e aposentadoria definitiva
Três anos depois de ter parado pela primeira vez de jogar, Niğmätullin voltou à ativa em 2008, sendo contratado pelo SKA Rostov-on-Don, tendo disputado 15 partidas, contribuindo para evitar o rebaixamento do time à Terceira Divisão russa. No mesmo ano, assinou com o Anzhi Makhachkala, porém nunca atuou pelo clube do Daguestão.
No começo de 2009, retornou ao Lokomotiv para atuar no time de reservas (Lokomotiv-2).
No final do ano, Ruslan foi contratado pelo Maccabi Ahi Nazareth. Após 9 partidas pela equipe israelense e já adaptado ao futebol do estado judeu, teve seu contrato inesperadamente rescindido. Sem perspectivas de encontrar um novo clube, decidiu encerrar pera segunda vez - e definitivamente - a carreira aos 35 anos. Após deixar o futebol, passou a trabalhar como DJ, mas não deixou o futebol: em 2013, abriu uma escola de formação de goleiros e, 3 anos depois, virou comentarista do canal Match TV.

## Seleção Russa
Niğmätullin foi convocado pela primeira vez para a Seleção Russa no ano de 2000.
Ele foi convocado como goleiro titular da seleção russa para o mundial de 2002, tirando Sergey Ovchinnikov (favorito para a vaga), que havia disputado a Eurocopa de 1996), e relegando para o banco de reservas o veterano Cherchesty e Filimonov, do Spartak (ex-time de Niğmatullin) sendo apontado em seguida como o sucessor do lendário Rinat Dasayev no gol russo - curiosamente, Dasayev também é tártaro. Um de seus colegas no Lokomotiv e na seleção naquele tempo pertencia à mesma etnia, o meia Marat İzmailev.
Depois do Mundial da Ásia, Niğmätullin não voltaria a ser convocado para defender a Seleção Russa.